# NK Krim
Nogometni klub Krim slovenski je nogometni klub iz Ljubljane, regija Središnja Slovenija. 
Klub je osnovan 1945. godine. Bio je poznat kao Jadran Ljubljana 1949. i kao Odred-Krim između 1961. i 1964. Osvojili su Ljubljansko-primorsku ligu 1957. i 1958., a bili su viceprvaci Kupa Republike Slovenije 1962.
Trenutno se natječe samo s omladinskim selekcijama.

## Unutarnje poveznice
- Ljubljana

## Vanjske poveznice
- Službena web stranica